# Bálint Balassi
Dans le nom hongrois Balassi Bálint, le nom de famille précède le prénom, mais cet article utilise l’ordre habituel en français Bálint Balassi, où le prénom précède le nom.
Bálint Balassi, baron de Kékkő et de Gyarmat (gyarmati és kékkői báró Balassi Bálint, [ˈbɒlɒʃi]), né le 20 octobre 1554 à Zólyom et décédé le 30 mai 1594 à Esztergom, était un poète hongrois de langue hongroise, turque et slovaque. Il est considéré comme le fondateur de la poésie lyrique hongroise moderne.

## Biographie
Bálint Balassi a un temps pour précepteur le réformateur protestant Péter Bornemisza. Sa première œuvre est une traduction de l'œuvre de Michael Bock imprimée à Cracovie, Würtzgertlein für die kranken Seelen (« Petit jardin aux herbes pour les âmes malades »), destinée à réconforter son père János Balassi exilé en Pologne. À la réhabilitation de ce dernier, Bálint Balassi l'accompagne à la cour, où en 1572 il est aussi présent à la Diète de couronnement du futur roi Rodolphe à Presbourg (aujourd'hui Bratislava), alors capitale du Royaume de Hongrie. Il se joint alors à l'armée et aux combats contre les Turcs comme officier dans la forteresse d'Eger. Là, il s'éprend d'amour pour Anna Losonczi (la « Lilla » de ses poèmes), fille du capitaine István Losonci, héros du siège de Temesvár, et elle paraissait correspondre à ses désirs, bien qu'elle se mariât par la suite avec un autre homme.
En 1574, Bálint Balassi est appelé au campement de Gáspár Bekes pour l'assister durant sa bataille contre Étienne Báthory ; mais ses troupes sont prises dans une embuscade et dispersées durant le voyage et Bálint Balassi est fait prisonnier. Sa captivité dure deux ans, durant lesquels il accompagne Báthory lorsqu'il est couronné roi de Pologne. Bálint Balassi revient en Hongrie peu après la mort de son père en 1576.
En 1584, Bálint Balassi se marie avec sa cousine Krisztina Dobó, fille d'István Dobó, le défenseur d'Eger immortalisé par Sebestyén Tinódi Lantos puis par le roman de Géza Gárdonyi, Egri csillagok (« Les Étoiles d'Eger »). Ce mariage est la cause de beaucoup de ses disgrâces futures : les parents avares de sa femme le ruinent presque en procédures judiciaires, et quand en 1586 il se convertit au catholicisme pour échapper à leurs persécutions, ils l'accusent lui et son fils d'être devenus Turcs. Cette période turbulente de sa vie prend fin en 1589, quand il est invité en Pologne pour servir durant l'imminente guerre contre les Turcs. La guerre n'est finalement jamais déclarée, et il revient une nouvelle fois en Hongrie en 1591. Il se réengage dans l'armée en 1594, puis meurt des blessures reçues à Esztergom la même année
Il existe encore à Cracovie une place commémorative en l'honneur de Bálint Balassi.

## Œuvre poétique
Les poèmes de Bálint Balassi se divisent en quatre catégories : les hymnes religieux, les chants patriotiques et martiaux, les poèmes d'amour et les adaptations de textes latins ou allemands. Son style est très original, en particulier ses compositions amoureuses, qui sont les meilleures de sa création. Celles-ci ont circulé comme manuscrits durant des générations, et ne sont imprimées qu'en 1874, quand Farkas Deák en découvre une copie parfaite dans la bibliothèque Radvánszky. On peut dire que la littérature hongroise n'a pu revenir à ce niveau de beauté poétique et de sentiments passionnés qu'à l'apparition de Sándor Petőfi durant le mouvement romantique. Bálint Balassi fut aussi l'inventeur d'une strophe qui porte son nom, avec une structure « a-a-b c-c-b d-d-b », c'est-à-dire trois paires alternées avec un troisième vers rimé, et une structure métrique à 6-6-7 syllabes le plus souvent :
| Sok háborúimban, bujdosó voltomban, midőn darvakat látnék Szép renden repülni s afelé hajlani, hol szép Julia laknék, El-felfohászkodván s utánok kiáltván, tőlük én így üzenék. - extrait de Grues alloquitur (A darvaknak szól) | (« S'adressant aux grues » : Dans mes nombreuses guerres / et ma vie de fugitif, / quand je voyais des grues // voler en bel ordre / et se diriger vers / là où vivait la belle Julia, // poussant des soupirs / et criant après elles / voilà quel message je leur ai confié.) |

## Traductions
- Bálint Balassi, Poèmes choisis / Balassi Bálint, Válogatott versei, traduit par Ladislas Gara et Lucien Feuillade, Préface de Jean-Luc Moreau, Editions Balassi / Balassi Kiadó, Budapest 1994